# Emmanuel Tony Agbaji
Emmanuel Tony Agbaji (sinh ngày 21 tháng 11 năm 1992) là một cầu thủ bóng đá chuyên nghiệp người Nigeria thi đấu ở vị trí hậu vệ cho câu lạc bộ Lobi Stars tại giải bóng đá chuyên nghiệp Nigeria.

## Sự nghiệp
Tony Agbaji từng có thời gian thi đấu tại V.League 1 trong màu áo Nam Định.